# Marienlyst Slot

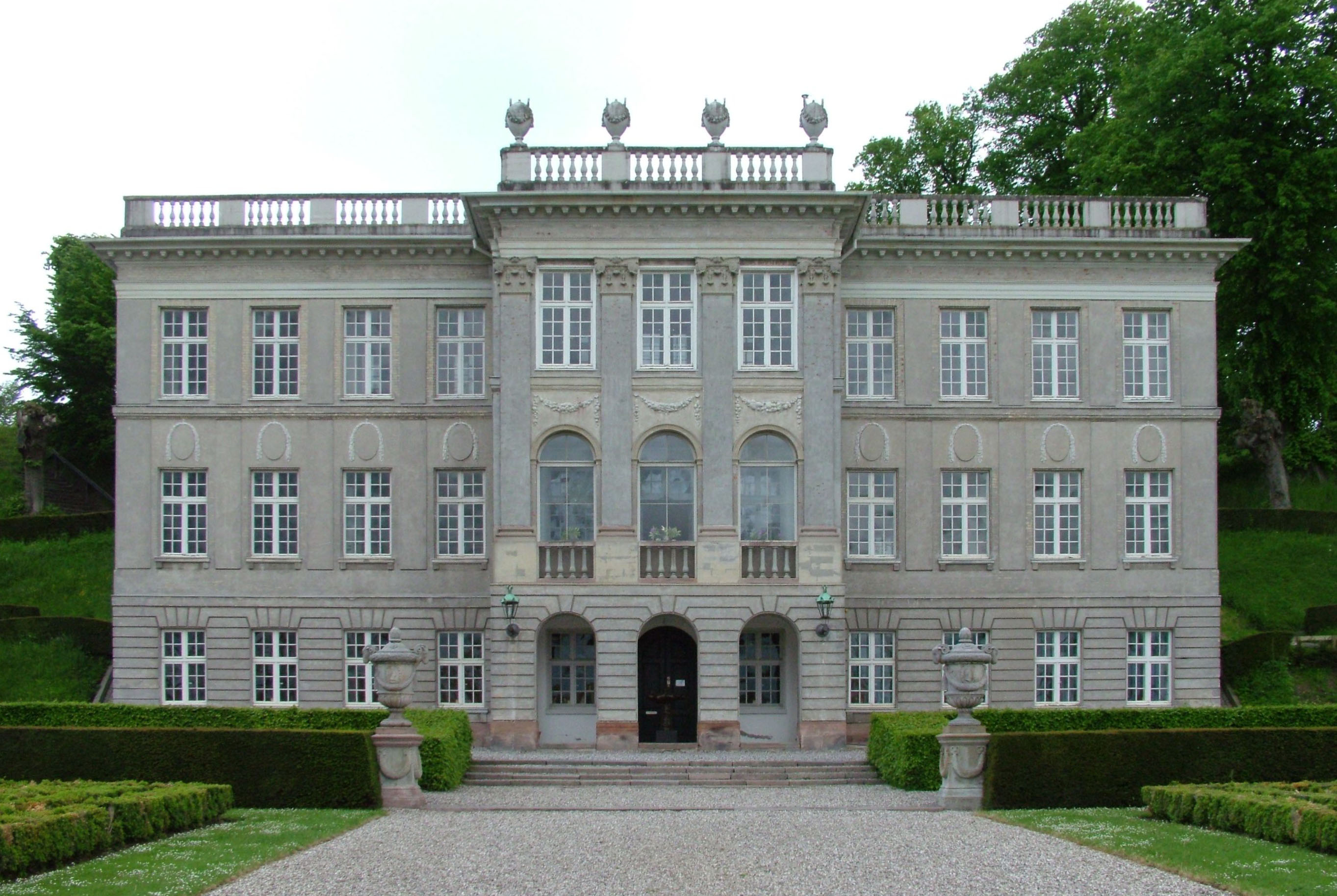
Marienlyst Slot.

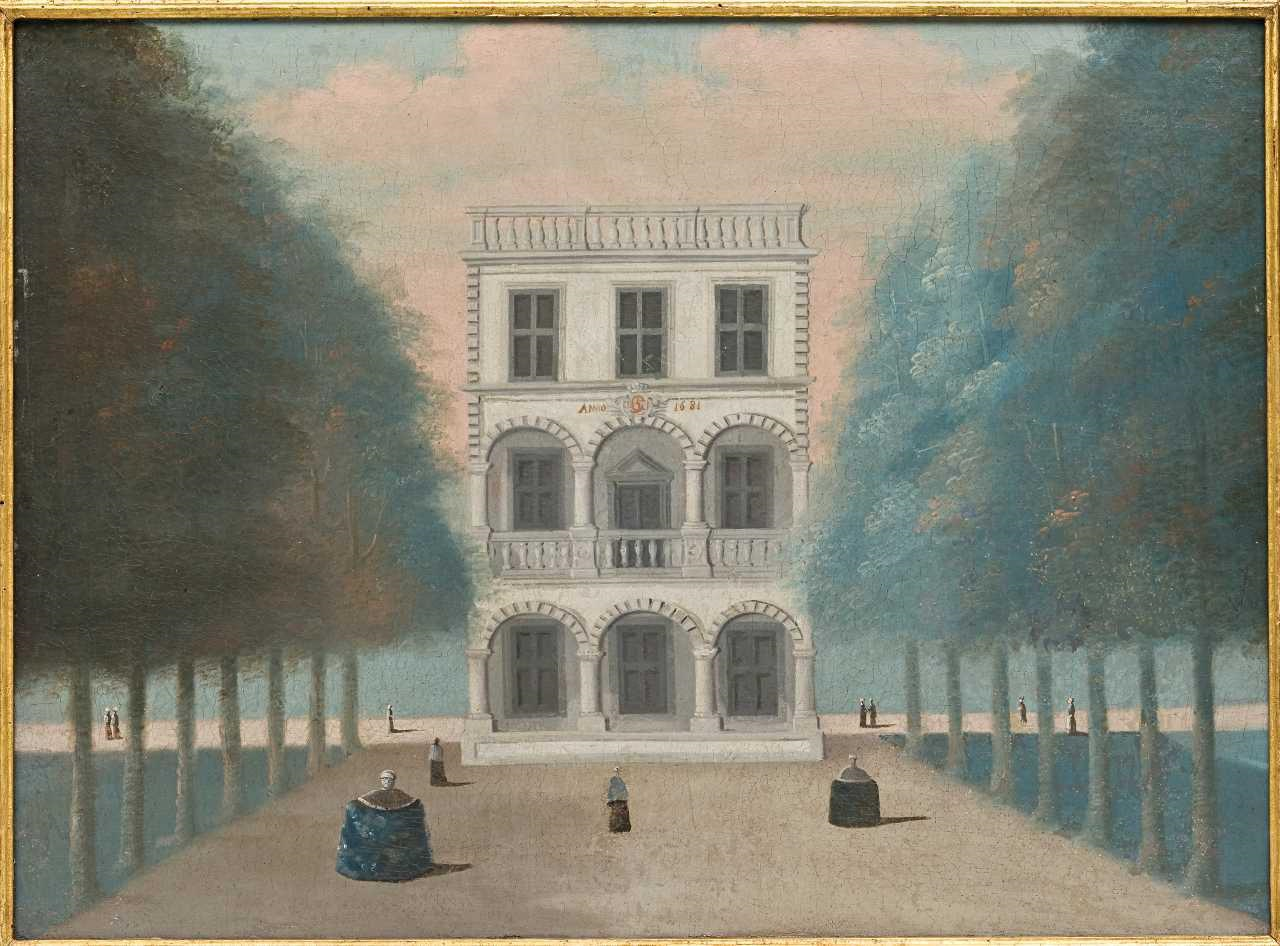
Den ursprungliga byggnaden, 1759.

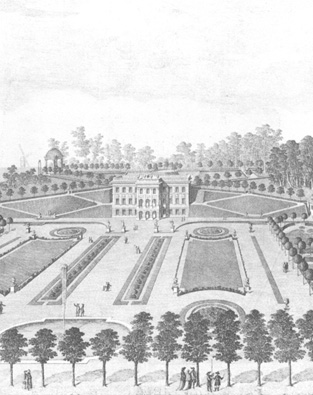
1700-talsträdgården, W.A. Müllers kopparstick från 1767.

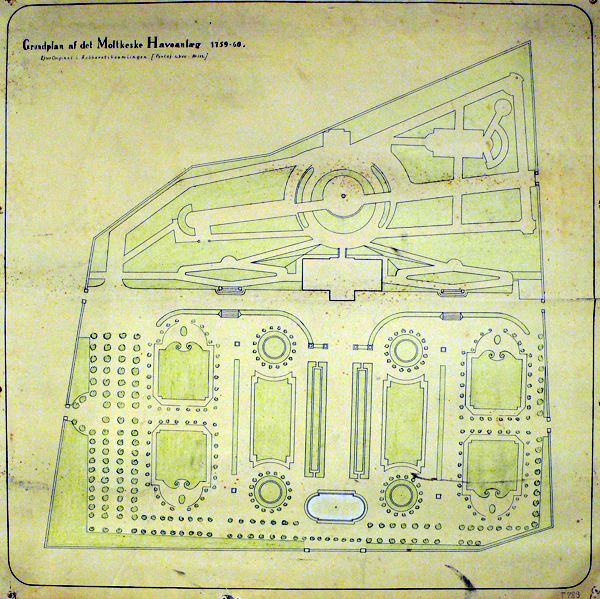
Ritning över parken,1759–1760.

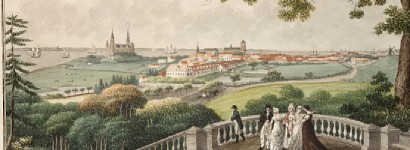
Utsikt från takterrassen, 1804.

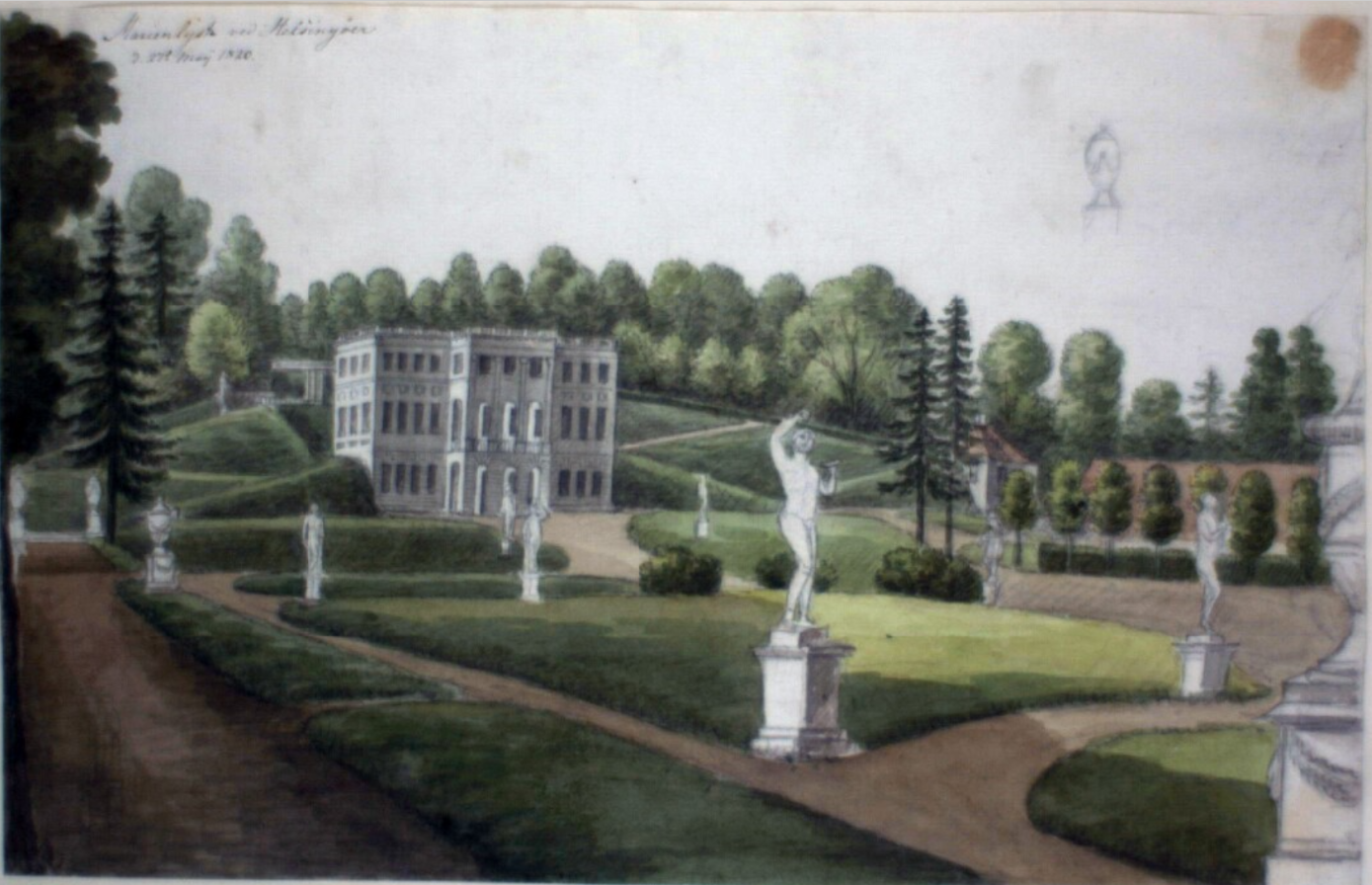
Ole Jørgen Rawert: Marienlyst, 27 maj 1820.

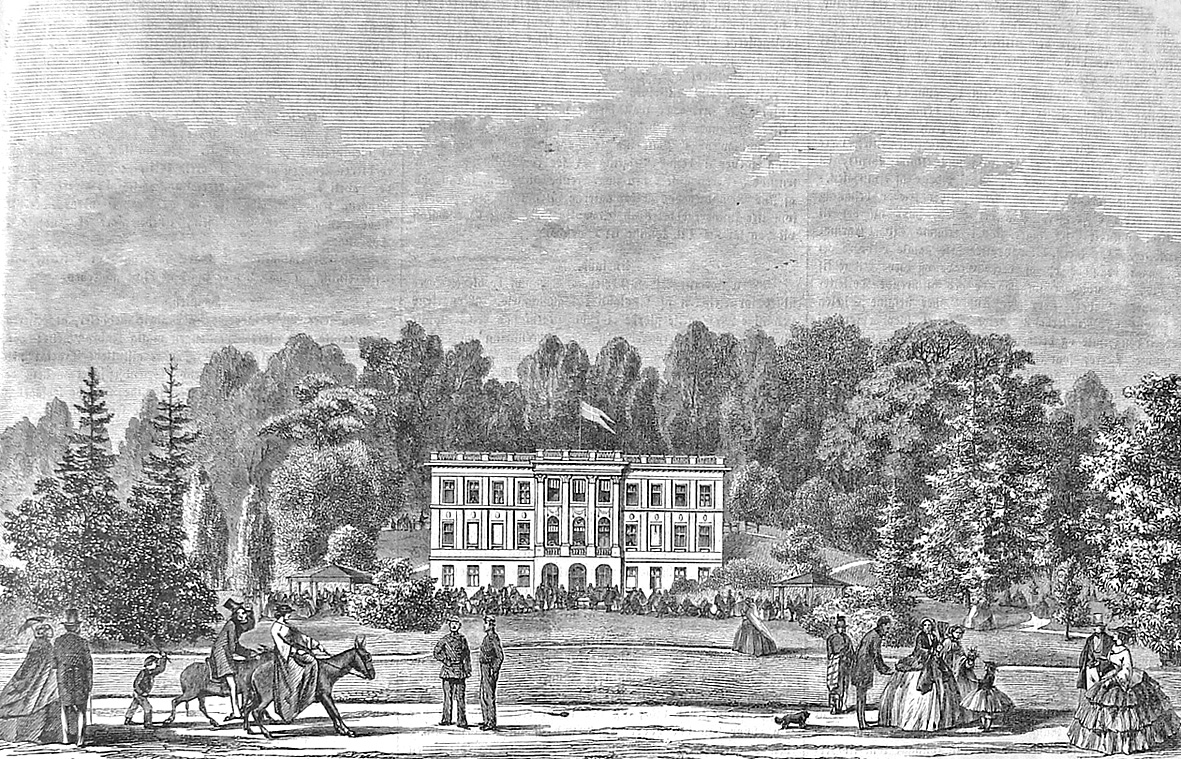
Marienlyst slot 1859.

Marienlyst Slot är ett danskt slott som ligger i Helsingør. Byggnaden har tidigare varit ett kungligt lustslott, men ägs sedan 1930 av Helsingörs kommun. Marienlyst Slot ingår numera i Helsingør Kommunes Museer tillsammans med Helsingør Bymuseum, Skibsklarerergaarden och Helsingør Værftsmuseum. På slottet finns en permanent utställning av målerier och av silver från Helsingör från 1700- och 1800-talen.

## Sankta Annas kloster
Under medeltiden låg ett kapell, som var vigt åt Sankta Anna, där Marienlyst ligger idag, Detta tillhörde troligen Helsingørs Sankt Anna Gilde. Det övertogs 1438 av den 1419 instiftade Franciskanorden, som uppförde ett till Sankt Anns vigt munkkloster. Det finns dock inga rester av klostret bevarade. Klostret drogs in till kronan vid reformationen 1536 och inlemmades i kungsgården Lundegaarden.

## Lundehave
Kung Fredrik II skapade med uppförandet av Kronborgs slott både den förnämsta kungaboningen i Norden och en stark fästning för att bevaka Öresund och inkräva Öresundstullen. Just på grund av att Kronborg omgavs av befästningsvallar och bastioner kunde det inte anläggas någon förnämlig park i slottets omedelbara närhet. Danmark fick under renässansen smak på trädgårdskonst, och kungen ville ha en parkanläggning knuten till sitt ståtliga slott. Han valde därför det tidigare klosterområdet norr om ladugården för en anläggning. Stället fick namnet Lundehave efter kungsgården. 
Åren 1587–1588 uppförde Fredrik II ett lusthus i sin park. Arkitekten är inte känd till namnet, men antas ha varit den kungliga byggmästaren Hans van Steenwinckel den äldre. Lundehave var en tre våningar hög byggnad, som låg vid stranden och med entré från denna. Huset var i norditaliensk renässansstil.
Fredrik II dog året efter lustslottets uppförande. Sonen Kristian IV vistades ofta i Lundehave och gjorde förbättringar av parken. Krigen med Sverige 1658–1660 gick hårt åt byggnaderna, men själva parken klarade sig bra. Fredrik III var däremot inte särskilt intresserad av parken, utan lät parkförvaltaren förenkla och lägga om anläggningen till en frukt- och örtträdgård. Under Kristian V  iståndsattes byggnaden 1680–1681 av byggmästaren Hans van Steenwinckel den yngste. Kristian V kom ganska ofta till Lundehave, då hans jaktutflykter på Nordsjälland förde honom förbi. Sonen Fredrik IV lät renovera huset 1716–1717, men kungafamiljen kom inte längre dit efter hans kungens äktenskap med Anna Sophie Reventlow. Fredrik V överlät 1747 Lundehave för en fyraårsperiod till en löjtnant Burghof, och 1751 såldes egendomen till kammarherren Johannes G. Putscher, som var bosatt i Helsingör. Denne sålde egendomen vidare sex år senare till kungens gode vän, överhovmarskalken Adam Gottlob Moltke.

## Den Moltkes Glædeshauge
Åren 1758–1766 kallades stället Den Moltkes Glædehauge. Moltke lät parken grundligt förvandlas och lät 1759–1763 bygga om och ut Frederik II:s lusthus efter ritningar av den franske arkitekten Nicolas-Henri Jardin. Änkedrottningen Juliana Maria övertog fastigheten 1766.

## Lustslottet Marienlyst
Marienlysts utseende idag är resultatet av Nicolas-Henri Jardins omfattande ombyggnad. Den gamla byggnadens mittparti bevarades. De nya delarna på båda sidorna byggdes med samma höjd och djup, men något tillbakadragna, så att den ursprungliga sticker ut framåt från den övriga byggnaden. Byggnaden bands samman av en kraftig omgivande huvudgesims, som kröntes av en balustrad runt det platta taket. I interiören finns ett antal miljöer i Ludvig XVI-stil, där konstnär som målaren Carl Gustaf Pilo, dekoratören J.C. Lillie, skulptörerna Simon Stanley och Johan Mandelberg har bidragit till utsmyckningen.
Slottet döptes om till Marienlyst efter det att änkedrottning Juliana Maria övertagit slottet. Hon behöll det till sin död 1796, varefter det talades om att kronprins Frederik skulle flytta in, men det blev i stället bostad för Adam Gottlob von Krogh, som var chef för Øresunds Toldkammer. Denne dog 1839, men hans änka bodde kvar till sin död 1847. Huset ägdes av kungen som privategendom och övergick inte till den danska staten, när grundloven antogs 1849. År 1850 gav Fredrik VII Marienlyst till "Komiteen for dannelse af et Invalidehotel" som ville skapa ett vilohem för krigsinvalider från Slesvig-holsteinska kriget. Detta fungerade bara en kort tid, för redan 1851 sålde kommittén slott och tillhörande mark till Helsingörs kommun. Kommunen styckade av det mesta av marken, och själva slottet hyrdes ut till grannen  Marienlyst Kur- og Badeanstalt, som inrättade det som hotell.  År 1896 upphörde detta arrangemang, varefter slottet hyrdes ut till bostäder för tre familjer. 
År 1930 övertog Helsingør Bymuseum mellanvåningen och 1940 hela byggnaden. Efter en genomgripande restaurering 1953 blev Marienlyst representationslokaler för Helsingörs stad.

## Parken
Moltkes parterrpark ritades också av Nicolas-Henri Jardin, men den ändrades i slutet av 1700-talet i romantisk stil. Under 1800-talet skedde ytterligare förändringar, och spåren av 1600-talets park är nu försvunna. Parkens nuvarande utseende tillkom 1919–1921 under ledning av Helsingörs stadsträdgårdsmästare G.W. Brandt. Muren runt trädgården kommer från Kristian IV:s tid, men få delar av den är original. Delar har ersatts med en bokhäck.